# 2022年ウクライナの南部反攻
2022年ウクライナの南部反攻（2022ねんウクライナのなんぶはんこう、英: 2022 Ukraine Southern Offensive）は、2022年ロシアのウクライナ侵攻におけるウクライナの南部地域での反攻作戦である。ウクライナ軍はヘルソン州州周囲の奪還を目標として2022年8月29日に開始された。

## 背景

### 侵攻初期のロシアの攻勢
ロシア軍は2022年2月24日から、2014年の併合により実効支配したクリミア半島からザポリージャ州、ヘルソン州に侵攻を開始し、25日にはメリトポリの占領に成功した。
3月1日にはヘルソンの占領に成功し同月15日にはヘルソン州のドニエプル川以西の占領を果たしたがこの頃から戦線の膠着が見られ始めていた。

### 停戦交渉後
4月初旬、停戦交渉の中で約束されたウクライナ北部からの撤退をすることで南東部に戦力を割り振れるようになったものの戦線の変化はドンバスなど限られた範囲のみロシア軍の占領地域が広がった。

### 反攻作戦開始
8月29日、ウクライナ軍はロシア軍の第一防衛線を突破した事を発表、ロシア軍は「失敗した」と発表し、大きな損失を被ったと主張した。しかしロシア軍の補給線が途絶えたことによりこの日を境に南部でウクライナ軍の攻勢が強まった。